# 飯山白龍太鼓
飯山白龍太鼓（いいやまはくりゅうだいこ）は、神奈川県厚木市の郷土芸能。特に市内の飯山地区で盛んに行われており、小学生から社会人まで、幅広い世代の人達が参加している。正式名称は「相模国飯山白龍太鼓保存会」である。

## 概要
「昔、相模平野に日照りが続き、それに困った農民が太鼓を打ち鳴らし、白山池に棲んでいると云われている白龍に雨乞いをして豊作を祈った」という言い伝えを起源とする雨乞い行事がモチーフになっている。本来は、白龍にまつわる話を紙芝居で上演してから演奏にあたるのが正しいとされる。白龍太鼓は雨乞いをする村人の様子や天を駆け巡る白龍の様子を表す曲目を、ストーリーに沿って打ち鳴らすものである。